# Frederick G. Fleetwood

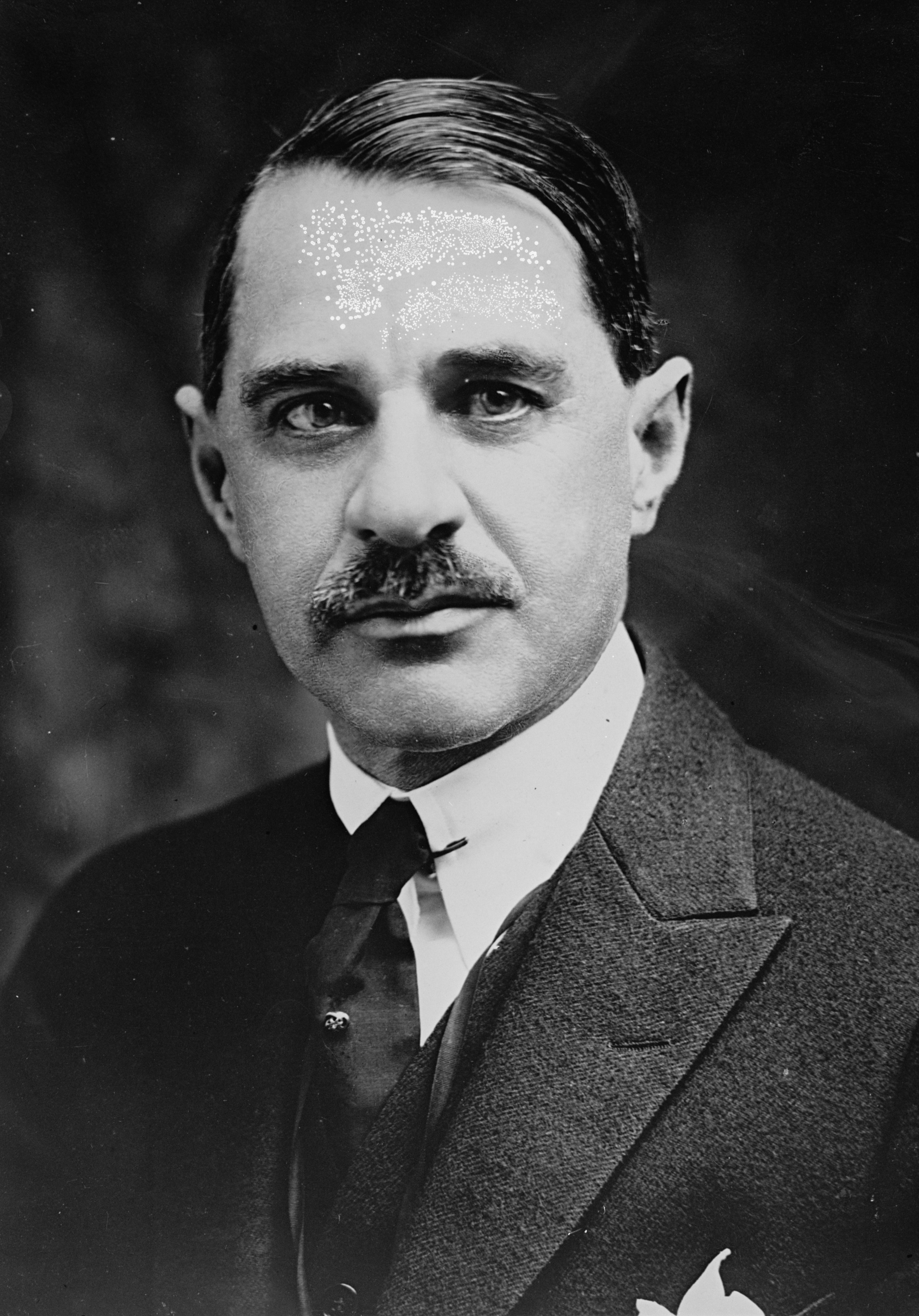
Frederick G. Fleetwood (1923)

Frederick Gleed Fleetwood (* 27. September 1868 in St. Johnsbury, Vermont; † 28. Januar 1938 in Morrisville, Vermont) war ein US-amerikanischer Politiker. Zwischen 1923 und 1925 vertrat er den ersten Wahlbezirk des Bundesstaates Vermont im US-Repräsentantenhaus.

## Werdegang
Frederick Fleetwood besuchte bis 1886 die öffentlichen Schulen seiner Heimat. Danach studierte er an der University of Vermont und dann bis 1891 an der Harvard University. In den Jahren 1893 und 1894 war er Sekretär in der Kommission zur Überarbeitung der Gesetze des Staates Vermont. Nach einem Jurastudium und seiner im Jahr 1894 erfolgten Zulassung als Rechtsanwalt begann er im selben Jahr in Morrisville in seinem neuen Beruf zu praktizieren. Zwischen 1896 und 1898 war Fleetwood Staatsanwalt im Lamoille County. Gleichzeitig war er von 1896 bis 1900 Ratsschreiber und Kämmerer in Morrisville.
Fleetwood war Mitglied der Republikanischen Partei. Zwischen 1900 und 1902 saß er als Abgeordneter im Repräsentantenhaus von Vermont, von 1902 bis 1908 war er als Secretary of State der geschäftsführende Beamte der Regierung von Vermont. Gleichzeitig war er auch Versicherungsbeauftragter seines Staates. In den Jahren 1917 bis 1919 war er nochmals Secretary of State.
1922 wurde Fleetwood im ersten Distrikt von Vermont in das US-Repräsentantenhaus in Washington, D.C. gewählt. Dort trat er am 4. März 1923 die Nachfolge von Frank L. Greene an. Da er aber für die Wahlen des Jahres 1924 auf eine weitere Kandidatur verzichtete, konnte er bis zum 3. März 1925 nur eine Legislaturperiode im Kongress absolvieren. Nach dem Ende seiner Zeit im Kongress zog sich Fleetwood aus der Politik zurück. Er arbeitete wieder als Anwalt und wurde auch im Bankgeschäft tätig. Er starb im Januar 1938 in seinem Heimatort Morrisville.